# 흡입산소농도
흡입산소농도(Fraction of inspired oxygen, FiO2)는 호흡을 통해 들이마시는 기체에서 산소가 차지하는 부피 분율 혹은 몰 분율이다. 자연 상태의 공기에는 21%의 산소가 포함되며, 이는 FiO2 0.21과 같다. 호흡하는 기체 속에 산소가 대기 중의 공기보다 더 많이 포함되어 있을 경우, 0.21보다 높은 FiO2를 갖는다. FiO2의 최대값은 1.00으로, 이는 100% 산소 기체를 의미한다. 의료 제공이 필요한 호흡 곤란 환자에게는 산소가 풍부한 공기가 제공되는데, 이는 대기보다 높은 FiO2를 가지게 된다.  과도한 산소에 의한 독성을 막기 위하여 기계 환기 상황에서도 FiO2를 0.5 미만으로 유지하는 것이 일반적이나, 100% 산소(FiO2 1.00)를 치료용으로 사용하는 경우도 있다.
의학에서 말하는 FiO2는 때때로 가스 교환에 참여하는 산소의 백분율을 나타내는 데 사용된다. 기압이 변해도 FiO2는 일정하게 유지되며, 산소의 분압만 기압의 변화에 따라 변하게 된다.

## 계산식
폐포기체 방정식 (간략화한)
{\displaystyle P_{A}{\ce {O2}}={\frac {P_{E}{\ce {O2}}-P_{i}{\ce {O2}}{\frac {V_{D}}{V_{t}}}}{1-{\frac {V_{D}}{V_{t}}}}}}
PAO2, PEO2, and PiO2는 각각 폐포(alveolus)에서, 호기(expired), 흡기(inspired) 때의 산소 분압이며, VD/VT는 사강(dead space)과 1회 환기량(tidal volume)의 비율이다.

## 의학에서 FiO2
의학에서 말하는 FiO2는 호흡을 통한 가스 교환시에 폐포에서 산소가 차지하는 분율을 의미한다.

## 적용
FiO2는 중환자의학에서 환자의 중증도를 평가하는데 사용되는 APACHE II 점수(Acute Physiology and Chronic Health Evaluation II)에서 이용된다. 환자에게 0.5 이상의 FiO2를 주고 있는 경우 APACHE II 점수 계산에서 폐포동맥간 산소분압차를 계산식에 넣어야 하며, 0.5 미만이거나 기도삽관을 하지 않은 경우 PaO2를 계산식에 넣어야 한다.

## PaO2/FiO2비율
동맥혈 산소 분압(PaO2)과 흡입산소농도(FiO2)의 비율은 혈액중 산소와 호흡에서 얻어진 산소 분압을 비교하는 지표이다. 이 지표를 이용하여 폐를 통해 얻어진 산소가 혈액으로 잘 전달되는지, 그렇지 못한지를 판단할 수 있다. 동맥혈 가스분석(ABGA)를 통하여 이 지표를 계산할 수 있다. PaO2/FiO2가 200 이하인 경우, 과거 기준인 AECC criteria에 따라 급성호흡곤란증후군(ARDS)으로 진단할 수 있었다. ARDS를 진단하는 최근 가이드라인인 Berlin criteria는 경증의 ARDS의 기준을 PaO2/FiO2＜300으로 제시한다. 지역사회 획득 폐렴에서 PaO2/FiO2＜250은 중증 폐렴의 판단 기준, 또는 입원치료의 기준으로 적용할 수 있다.
계산 예시ABGA를 통해 PaO2가 100 mmHg로 확인되었고, 환자가 현재 FiO2 0.5로 산소 요법을 적용받고 있다면(즉, 50% 산소가 포함된 공기로 호흡중이라면), PaO2/FiO2 비율은 100 mmHg / 0.5 = 200이 된다.

## 관련 수식

### 폐포기체 방정식
폐포기체 방정식은 호흡 시의 폐포의 기체 조성과 분압을 계산하기 위한 공식이다.
{\displaystyle P_{A}{\ce {O2}}=F_{I}{\ce {O2}}(PB-P{\ce {H2O}})-P_{A}{\ce {CO2}}\left(F_{I}{\ce {O2}}+{\frac {1-F_{I}{\ce {O2}}}{R}}\right)}

## 같이 보기
- 산소 요법
- 기계 환기